# غار الملح
غار الملح (به عربی: غار الملح) یک منطقهٔ مسکونی در تونس است که در استان بنزرت واقع شده‌است. غار الملح ۱۰٬۵۳۰ نفر جمعیت دارد.